# Березка (приток Льсты)
Березка — река в России, течёт по территории Бежаницкого района Псковской области. Устье реки находится на высоте 142 м над уровнем моря в 67 км по левому берегу реки Льсты. Длина реки составляет 13 км.

## Данные водного реестра
По данным государственного водного реестра России относится к Балтийскому бассейновому округу, водохозяйственный участок реки — Великая. Относится к речному бассейну реки Нарва (российская часть бассейна).
Код объекта в государственном водном реестре — 01030000112102000028182.